# Francisco Javier Fernández Díaz
Francisco Javier "Fran" Fernández Díaz (Almeria, 20 de març de 1980) és un entrenador i director esportiu andalús.

## Trajectòria com a entrenador
Fernández va començar la seva carrera al Polideportivo Aguadulce, com a director de futbol i mànager. Posteriorment, va ser sotsdirector de l'AD Adra i el CD Español del Alquián abans de ser nomenat gerent de l'AD Parador en 2009.
El novembre de 2011, Fernández va ser nomenat assistent d'Héctor Berenguel al Polideportivo Ejido de la Segona Divisió B, però el club posteriorment desapareixeria en la mateixa campanya. El juliol de 2012 es va unir a la UD Almeria, inicialment a càrrec de la categoria cadet.
Després seria entrenador del juvenil del club i més tard, seria primer entrenador de la UD Almeria B de Tercera Divisió, el 29 de juny de 2016. El 28 de febrer de 2017, va ser nomenat primer entrenador de la UD Almeria de Segona Divisió, després de l'acomiadament de Fernando Soriano.
En el primer partit professional de Fernández a càrrec del primer equip el 5 de març de 2017, va aconseguir una victòria per 2-1 davant el CD Lugo, però nou dies després, després del nomenament de Luis Miguel Ramis, abandonaria el càrrec de primer entrenador per tornar al filial.
Fernández estaria a càrrec del primer equip de manera interina una vegada més durant la temporada 2017-18, després de la destitució de Luis Miguel Ramis.
El 24 d'abril de 2018, després de la renúncia de Lucas Alcaraz, es fa a càrrec del primer equip per tercera ocasió.
Després d'aconseguir la salvació en l'últim partit de la temporada enfront del CD Lugo amb un empat 1-1, al final l'adreça esportiva del club va decidir que seguís en el càrrec d'entrenador del primer equip perquè prengués les regnes d'un nou projecte en el qual pràcticament no quedaven jugadors de la temporada anterior.
La seva estrena com a entrenador de la UD Almeria en la nova temporada 18/19 va ser fora de casa a l'Estadi Ramón de Carranza amb derrota davant el Cadis CF per 1-0. Va concloure la temporada deixant a l'equip andalús a la zona temperada de la classificació.
L'1 de juliol de 2019, després de no renovar amb l'Almeria, es va incorporar a l'Alcorcón, per substituir el cessat Cristóbal Parralo.
Fernández va deixar l'Alkor després que expirés el seu contracte, i va fitxar pel CD Tenerife el 29 de juliol de 2020. Fou cessat el 22 de novembre, després d'una derrota a casa per 0–1 contra la UD Logroñés.